# 徐乐义
徐乐义（1928年—2024年5月2日），男，广东南海人，中华人民共和国政治人物，曾任中共安徽省委副书记，安徽省政协副主席，第八、九届全国政协委员。